# Cambeses (Monção)
Cambeses é uma povoação portuguesa sede da Freguesia de Cambeses do Município de Monção, freguesia com 4,17 km² de área e 496 habitantes (censo de 2021), tendo, por isso, uma densidade populacional de 118,9 hab./km².
Fica situada a sul/sudeste da vila de Monção, na meia encosta, numa planície com altos e baixos, cercada de montes e pinheirais. A maior parte da sua área está bem exposta ao sol, como que formando um anfiteatro voltado a poente, e as linhas de água correm todas no sentido nascente/poente. As saídas naturais são para norte, sul e poente.
Confronta com Monção e Troviscoso, a norte; com Longos Vales, Sago e Parada, a nascente; com Moreira, a sul; com Pinheiros a poente; e com Mazedo a noroeste. Ocupa uma área de 417 hectares. Fica a 5 km da sede do concelho (da Igreja Paroquial); a 22 km de Valença; a 60 km da sede de distrito; a 70 km de Braga e a 120 km do Porto.

## Demografia
A população registada nos censos foi:
| Distribuição da População por Grupos Etários | Distribuição da População por Grupos Etários | Distribuição da População por Grupos Etários | Distribuição da População por Grupos Etários | Distribuição da População por Grupos Etários |
| -------------------------------------------- | -------------------------------------------- | -------------------------------------------- | -------------------------------------------- | -------------------------------------------- |
| Ano                                          | 0-14 Anos                                    | 15-24 Anos                                   | 25-64 Anos                                   | > 65 Anos                                    |
| 2001                                         | 57                                           | 69                                           | 227                                          | 131                                          |
| 2011                                         | 62                                           | 53                                           | 271                                          | 110                                          |
| 2021                                         | 60                                           | 43                                           | 267                                          | 126                                          |

## Património
- Santuário de Nossa Senhora dos Milagres